# Ben Vrackie
Ben Vrackie (gael. Beinn a' Bhreacaidh) – szczyt w paśmie Atholl i East Drumochter, w Grampianach Wschodnich. Leży w Szkocji, w regionie Perth and Kinross. 